# Epispiral

Una epispiral amb equació r(θ)=2sec(2θ)

L'epispiral és una corba plana amb equació polar
{\displaystyle \ r=a\sec {n\theta }}.
Hi ha n seccions si n és senar i 2n seccions si n és parell.
És la inversa respecte a un punt o una circumferència de la rosa.